# Lipophrys trigloides
Lipophrys trigloides é uma espécie de peixe pertencente à família Blenniidae.
A autoridade científica da espécie é Valenciennes, tendo sido descrita no ano de 1836.

## Portugal
Encontra-se presente em Portugal, onde é uma espécie nativa.

## Descrição
Trata-se de uma espécie marinha. Atinge os 13 cm de comprimento total nos indivíduos do sexo masculino.